# Kondinin Shire
Koordinaten: 32° 29′ S, 118° 16′ O

Das Shire of Kondinin ist ein lokales Verwaltungsgebiet (LGA) im australischen Bundesstaat Western Australia. Das Gebiet ist 7376 km² groß und hat etwa 900 Einwohner (2016).
Kondinin liegt im westaustralischen "Weizengürtel" im Südosten des Staats etwa 235 km östlich der Hauptstadt Perth. Der Sitz des Shire Councils befindet sich in der Ortschaft Kondinin, wo etwa 230 Einwohner leben (2016).

## Verwaltung
Der Kondinin Council hat neun Mitglieder. Sie werden von allen Bewohnern der LGA gewählt. Kondinin ist nicht in Bezirke unterteilt. Aus dem Kreis der Councillor rekrutiert sich auch der Ratsvorsitzende und President des Shires.